# Тартак-Бжузкі
Тартак-Бжузкі (пол. Tartak Brzózki) — село в Польщі, у гміні Радзейовиці Жирардовського повіту Мазовецького воєводства.
Населення — 374 особи (2011).
У 1975-1998 роках село належало до Скерневицького воєводства.

## Демографія
Демографічна структура станом на 31 березня 2011 року:
|          | Загалом | Допрацездатний вік | Працездатний вік | Постпрацездатний вік |
| -------- | ------- | ------------------ | ---------------- | -------------------- |
| Чоловіки | 192     | 40                 | 129              | 23                   |
| Жінки    | 182     | 26                 | 120              | 36                   |
| Разом    | 374     | 66                 | 249              | 59                   |